# 套印
套印又稱叠印，是指人們在打印時把一种颜色印在另一种颜色之上的过程，並且讓兩種顏色呈現重合的效果。如果不叠印，一種顏色會完全蓋住另一種顏色  。